# Snowboard aux Jeux olympiques de 2018 – Slopestyle hommes
Navigation
Sotchi 2014 Pékin 2022
Le slopestyle masculin des Jeux olympiques d'hiver de 2018 a lieu du 10 février 2018 au 11 février 2018. C'est la deuxième apparition de cette épreuve aux Jeux olympiques d'hiver.

## Médaillés
| Or                          | Argent                  | Bronze                 |
| Redmond Gerard (États-Unis) | Maxence Parrot (Canada) | Mark McMorris (Canada) |

## Calendrier
| Date            | Manche         | Horaire | Horaire |
| --------------- | -------------- | ------- | ------- |
| 10 février 2018 | Qualifications | 10:00   |         |
| 11 février 2018 | Finale         | 10:00   |         |

## Résultats

### Qualifications[1]

#### Série 1
Q = Qualifié directement pour la finale
q = Qualifié pour la demi-finale
DNS = N'a pas commencé
| Rang | Dossard | Athlète              | Nationalité                   | Manche 1 | Manche 2 | Meilleur | Notes |
| ---- | ------- | -------------------- | ----------------------------- | -------- | -------- | -------- | ----- |
| 1    | 5       | Marcus Kleveland     | Norvège                       | 83,71    | 32,30    | 83,71    | Q     |
| 2    | 6       | Carlos Garcia Knight | Nouvelle-Zélande              | 80,10    | 40,20    | 80,10    | Q     |
| 3    | 4       | Sebastien Toutant    | Canada                        | 78,01    | 45,06    | 78,01    | Q     |
| 4    | 7       | Mons Røisland        | Norvège                       | 76,50    | 43,68    | 76,50    | Q     |
| 5    | 2       | Torgeir Bergrem      | Norvège                       | 45,80    | 75,45    | 75,45    | Q     |
| 6    | 17      | Niklas Mattsson      | Suède                         | 50,81    | 73,53    | 73,53    | Q     |
| 7    | 11      | Roope Tonteri        | Finlande                      | 72,60    | 38,08    | 72,60    |       |
| 8    | 8       | Jamie Nicholls       | Grande-Bretagne               | 71,56    | 36,90    | 71,56    |       |
| 9    | 1       | Chris Corning        | États-Unis                    | 70,85    | 69,86    | 70,85    |       |
| 10   | 13      | Peetu Piiroinen      | Finlande                      | 69,26    | 43,43    | 69,26    |       |
| 11   | 19      | Vlad Khadarin        | Athlètes olympiques de Russie | 23,05    | 64,16    | 64,16    |       |
| 12   | 3       | Sebbe de Buck        | Belgique                      | 59,40    | 29,58    | 59,40    |       |
| 13   | 15      | Rene Rinnekangas     | Finlande                      | 24,86    | 37,91    | 37,91    |       |
| 14   | 16      | Michael Schärer      | Suisse                        | 37,61    | 27,01    | 37,61    |       |
| 15   | 18      | Kalle Järvilehto     | Finlande                      | 15,56    | 31,10    | 31,10    |       |
| 16   | 14      | Moritz Thönen        | Suisse                        | 19,53    | 23,55    | 23,55    |       |
| 17   | 9       | Ryan Stassel         | États-Unis                    | 23,50    | 22,63    | 23,50    |       |
| —    | 10      | Lee Min-sik          | Corée du Sud                  | DNS      | DNS      | DNS      |       |
| —    | 12      | Niek van der Velden  | Pays-Bas                      | DNS      | DNS      | DNS      |       |

#### Série 2
Q = Qualifié directement pour la finale
q = Qualifié pour la demi-finale
DNS = N'a pas commencé
| Rang | Dossard | Athlète          | Nationalité     | Manche 1 | Manche 2 | Meilleur | Notes |
| ---- | ------- | ---------------- | --------------- | -------- | -------- | -------- | ----- |
| 1    | 8       | Maxence Parrot   | Canada          | 83,45    | 87,36    | 87,36    | Q     |
| 2    | 3       | Mark McMorris    | Canada          | 83,70    | 86,83    | 86,83    | Q     |
| 3    | 5       | Redmond Gerard   | États-Unis      | 82,55    | 57,11    | 82,55    | Q     |
| 4    | 2       | Ståle Sandbech   | Norvège         | 74,11    | 82,13    | 82,13    | Q     |
| 5    | 1       | Tyler Nicholson  | Canada          | 17,41    | 79,21    | 79,21    | Q     |
| 6    | 4       | Seppe Smits      | Belgique        | 78,36    | 41,48    | 78,36    | Q     |
| 7    | 17      | Clemens Millauer | Autriche        | 75,65    | 77,45    | 77,45    |       |
| 8    | 14      | Yuri Okubo       | Japon           | 24,45    | 75,25    | 75,25    |       |
| 9    | 12      | Jonas Bösiger    | Suisse          | 18,68    | 58,26    | 58,26    |       |
| 10   | 11      | Billy Morgan     | Grande-Bretagne | 56,40    | 37,55    | 56,40    |       |
| 11   | 6       | Kyle Mack        | États-Unis      | 45,26    | 53,55    | 53,55    |       |
| 12   | 9       | Matias Schmitt   | Argentine       | 50,86    | 20,68    | 50,86    |       |
| 13   | 15      | Måns Hedberg     | Suède           | 46,25    | DNS      | 46,25    |       |
| 14   | 7       | Hiroaki Kunitake | Japon           | 39,45    | 43,16    | 43,16    |       |
| 15   | 18      | Petr Horák       | Tchéquie        | 41,93    | 39,05    | 41,93    |       |
| 16   | 16      | Nicolas Huber    | Suisse          | 34,25    | 36,90    | 36,90    |       |
| 17   | 13      | Stef Vandeweyer  | Belgique        | 33,75    | 21,16    | 33,75    |       |
| 18   | 10      | Rowan Coultas    | Grande-Bretagne | 23,20    | 23,58    | 23,58    |       |

### Finale[3]
| Rang                                | Dossard | Athlète              | Nationalité      | Manche 1 | Manche 2 | Manche 3 | Meilleur | Notes |
| ----------------------------------- | ------- | -------------------- | ---------------- | -------- | -------- | -------- | -------- | ----- |
| Médaille d'or, Jeux olympiques      | 8       | Redmond Gerard       | États-Unis       | 43,33    | 46,40    | 87,16    | 87,16    |       |
| Médaille d'argent, Jeux olympiques  | 12      | Maxence Parrot       | Canada           | 45,13    | 49,48    | 86,0     | 86,00    |       |
| Médaille de bronze, Jeux olympiques | 10      | Mark McMorris        | Canada           | 75,30    | 85,20    | 60,68    | 85,20    |       |
| 4                                   | 6       | Ståle Sandbech       | Norvège          | 44,81    | 81,01    | 38,13    | 81,01    |       |
| 5                                   | 9       | Carlos Garcia Knight | Nouvelle-Zélande | 78,60    | 52,98    | 24,35    | 78,60    |       |
| 6                                   | 11      | Marcus Kleveland     | Norvège          | 77,76    | 43,71    | 37,18    | 77,76    |       |
| 7                                   | 4       | Tyler Nicholson      | Canada           | 36,18    | 76,41    | 75,15    | 76,41    |       |
| 8                                   | 3       | Torgeir Bergrem      | Norvège          | 58,80    | 75,80    | 60,03    | 75,80    |       |
| 9                                   | 1       | Niklas Mattsson      | Suède            | 38,43    | 74,71    | 42,48    | 74,71    |       |
| 10                                  | 2       | Seppe Smits          | Belgique         | 31,11    | 69,03    | 66,18    | 69,03    |       |
| 11                                  | 7       | Sebastien Toutant    | Canada           | 33,66    | 57,23    | 61,08    | 61,08    |       |
| 12                                  | 5       | Mons Røisland        | Norvège          |          |          |          |          | DNS   |